# Hyperolius swynnertoni
Espèce
Synonymes
- Hyperolius marmoratus broadleyi Poynton, 1963

Statut de conservation UICN

 LC  : Préoccupation mineure
Hyperolius swynnertoni est une espèce d'amphibiens de la famille des Hyperoliidae.

## Répartition
Cette espèce se rencontre dans l'est du Zimbabwe et dans le centre-Ouest du Mozambique,.

## Étymologie
Cette espèce est nommée en l'honneur de Charles Francis Massey Swynnerton (1877–1938).

## Publication originale
- FitzSimons, 1941 : Descriptions of some new lizards from South Africa and a frog from Southern Rhodesia. Annals of the Transvaal Museum, vol. 20, p. 273-281.